# Dyschirus perversus
Dyschirus perversus är en skalbaggsart som beskrevs av Henry Clinton Fall. Dyschirus perversus ingår i släktet Dyschirus och familjen jordlöpare. Inga underarter finns listade i Catalogue of Life.